# Mitsubishi Heavy Industries Football Club 1980
Questa voce raccoglie le informazioni riguardanti il Mitsubishi Heavy Industries nelle competizioni ufficiali della stagione 1980.

## Stagione
Benché uscito presto dalla lotta per il titolo nazionale e dalla coppa di Lega, il Mitsubishi Heavy Industries riuscì a concludere la stagione vincendo un titolo, grazie alla vittoria nella finale di Coppa dell'Imperatore contro il Tanabe Pharma.

## Maglie e sponsor
L'aspetto delle divise, prodotte dalla Puma, rimane invariato.
| Manica sinistra · Manica sinistra · Maglietta · Maglietta · Manica destra · Manica destra · Pantaloncini · Calzettoni |

## Rosa
| N. |                     | Ruolo | Calciatore          |
| -- | ------------------- | ----- | ------------------- |
| 1  | Giappone (bandiera) | P     | Mitsuhisa Taguchi   |
| 2  | Giappone (bandiera) | D     | Satoru Kawashima    |
| 3  | Giappone (bandiera) | D     | Kazuo Saitō         |
| 5  | Giappone (bandiera) | C     | Hiroshi Ochiai      |
| 7  | Giappone (bandiera) | C     | Noboru Nagao        |
| 13 | Giappone (bandiera) | A     | Kazuo Ozaki         |
| 14 | Giappone (bandiera) | C     | Masatoshi Matsunaga |
| 19 | Giappone (bandiera) | D     | Yasuyuki Kishino    |
| 21 | Giappone (bandiera) | C     | Atsushi Natori      |
| 22 | Giappone (bandiera) | P     | Satoshi Yamaguchi   |
|    | Giappone (bandiera) | D     | Yuzuru Oguro        |

| N. |                     | Ruolo | Calciatore          |
| -- | ------------------- | ----- | ------------------- |
|    | Giappone (bandiera) | D     | Akira Negishi       |
|    | Giappone (bandiera) | D     | Miichiro Umeda      |
|    | Giappone (bandiera) | D     | Kunihiko Suzuki     |
|    | Giappone (bandiera) | D     | Akira Hashimoto     |
|    | Giappone (bandiera) | C     | Mitsunori Fujiguchi |
|    | Giappone (bandiera) | D     | Hisao Suzuki        |
|    | Giappone (bandiera) | C     | Mitsuo Katō         |
|    | Giappone (bandiera) | C     | Hiroshi Muramatsu   |
|    | Giappone (bandiera) | A     | Hisao Sekiguchi     |
|    | Giappone (bandiera) | A     | Ikuo Takahara       |
|    | Giappone (bandiera) | A     | Koichi Kawazoe      |

## Statistiche

### Statistiche di squadra
| Competizione          | Punti | Totale | Totale | Totale | Totale | Totale | Totale | DR  |
| Competizione          | Punti | G      | V      | N      | P      | Gf     | Gs     | DR  |
| --------------------- | ----- | ------ | ------ | ------ | ------ | ------ | ------ | --- |
| JSL Division 1        | 20    | 18     | 7      | 6      | 5      | 24     | 20     | +4  |
| JSL Cup               | -     | 1      | 0      | 0      | 0      | 0      | 1      | -1  |
| Coppa dell'Imperatore | -     | 5      | 5      | 0      | 0      | 11     | 3      | +8  |
| Totale                |       | 24     | 12     | 6      | 6      | 35     | 24     | +11 |

### Statistiche dei giocatori
| Giocatore | JSL Division 1 | JSL Division 1 | Coppa dell'Imperatore | Coppa dell'Imperatore | Totale   | Totale |
| Giocatore | Presenze       | Reti           | Presenze              | Reti                  | Presenze | Reti   |
| --------- | -------------- | -------------- | --------------------- | --------------------- | -------- | ------ |
| Fujiguchi | 18             | 5              | 1+                    | ?                     | 19+      | 5+     |
| Kato      | 8              | ?              | ?                     | ?                     | 8+       | ?      |
| Kawashima | ?              | ?              | 1+                    | ?                     | 1+       | ?      |
| Kawazoe   | 13             | ?              | 1+                    | ?                     | 14+      | ?      |
| Nagao     | 18             | ?              | 1+                    | 1+                    | 19+      | 1+     |
| Natori    | 18             | 3              | 1+                    | ?                     | 19+      | 3+     |
| Ochiai    | 18             | 1              | 1+                    | ?                     | 19+      | 1+     |
| Oguro     | ?              | ?              | 1+                    | ?                     | 1+       | ?      |
| Ozaki     | ?              | ?              | 1+                    | ?                     | 1+       | ?      |
| Saito     | 18             | 1              | ?                     | ?                     | 18+      | 1+     |
| Sekiguchi | 13             | 5              | ?                     | ?                     | 13+      | 5+     |
| Suzuki    | ?              | ?              | 1+                    | ?                     | 1+       | ?      |
| Taguchi   | 18             | -20            | 1+                    | -?                    | 19+      | -20+   |
| Takahara  | 13             | 5              | 1+                    | ?                     | 14+      | 5+     |